# Romain Revelli

Romain Revelli, né le 22 août 1977 à Saint-Chamond (Loire), est un ancien joueur de football professionnel français, qui évoluait au poste de défenseur, avant de devenir entraîneur professionnel.
Comme joueur, il porte essentiellement les couleurs de l'AS Saint-Étienne puis Le Puy Foot 43 Auvergne.

## Biographie

### Joueur
Il commence sa carrière en 1990 à l'USJOA Valence, avant d'arriver à Saint-Étienne en 1992, repéré par Alain Blachon. Il joue pour l'équipe B du club de 1995 à 1998 avant de passer au Puy pour les trois dernières années de sa carrière. Il prend volontairement sa retraite du football en 2001, avant l'âge de 25 ans, pour devenir entraîneur de football.

### Vie privée
Romain Revelli, qui n’a aucun lien de parenté avec les frères Revelli est en revanche le père de la joueuse de football professionnel Manon Revelli.

### Entraîneur et monde professionnel
En mai 2002, à l'issue d'un stage au CTNFS Clairefontaine et d'une semaine d'examens, il obtient le BEES 2e degré spécifique, qui permet d'entraîner des clubs évoluant en CFA, CFA2 et DH.
Après une première expérience de formateur en tant que conseiller technique départemental au sein du district de football de Haute-Loire, Romain Revelli retrouve son club formateur, l’AS Saint-Etienne et notamment Alain Blachon qu’il avait déjà connu lors de son passage au Puy-en-Velay. Cette expérience étant ponctuée de succès, l’entraîneur Couramiot sera promu en tant qu’entraîneur adjoint de Christophe Galtier en 2011 . Cette expérience lui permettra alors de remporter la Coupe de la Ligue 2012-2013.
Cette période stéphanoise prend fin en 2015 lorsque Romain Revelli quitte l’Asse pour rejoindre Evian Thonon Gaillard FC en tant qu’entraîneur adjoint de Safet Susic. En janvier, Safet Susic est licencié et Romain Revelli reprend sa place en tant qu’entraîneur principal . Malgré le regain de forme des hauts-savoyards sur la fin de saison (dont une bonne prestation contre l’AS Monaco de Kylian Mbappé avec une défaite aux prolongations  Evian-Thonon-Gaillard FC est relégué en National 1 et déposera le bilan lors de l’été 2016 . Revelli obtient son BEPF en 2016, après deux ans de formation.
Après un an sans club, Romain Revelli rejoint Andrézieux-Bouthéon FC en 2017 
. Cette saison permet à l’entraîneur de viser le haut du tableau et de se faire remarquer. En effet, en 2018, Romain Revelli, accompagné de Alain Blachon signe au SO Cholet . Après une saison plus que correcte au SO Cholet, Romain Revelli est remercié par son club dès le début de la saison 2019-2020 (après deux matchs nuls) . À la suite de ce revers, l'entraîneur ligérien retrouve le club d’Andrezieux Boutheon FC .
Romain Revelli est choisi pour entraîner l'équipe de l'USL Dunkerque pour la saison 2021-2022 en Ligue 2. Malgré une saison courageuse, l’USLD sera reléguée en National 1. Après une première moitié de saison 2022-2023 prometteuse, il rompt son contrat avec l'USL Dunkerque.
Il rebondit la saison suivante avec le Football Club Villefranche Beaujolais en National. Il s'ensuit un début de saison au-delà des espérances où il mène son équipe à la seconde place du classement à la mi-saison. Mais la suite de la saison fût marquée par des problèmes administratifs entre le club et la ligue ce qui entraine un retrait de point et la perte de trois matchs pour le club du Beaujolais. Cet évènement entrainant des résultats sportifs moins probant pour l'équipe du coach Revelli, il quitte le club le 20 Mars 2024.

## Statistiques d'entraineur
(Mis à jour le 24 Avril 2023)
| Équipe                                  | Pays   | de               | à               | Saison  | Ligue      | Classement | J   | Championnat | Championnat | Championnat | Coupe nationale | Coupe nationale |
| Équipe                                  | Pays   | de               | à               | Saison  | Ligue      | Classement | J   | V           | N           | D           | V               | D               |
| --------------------------------------- | ------ | ---------------- | --------------- | ------- | ---------- | ---------- | --- | ----------- | ----------- | ----------- | --------------- | --------------- |
| Évian Thonon Gaillard FC                | France | 11 Janvier 2016  | 30 Juin 2016    | 2015/16 | Ligue 2    | 18ème/20   | 19  | 4           | 6           | 8           | 0               | 1               |
| Andrézieux-Bouthéon Football Club       | France | 1er Juillet 2017 | 24 Mai 2018     | 2017/18 | National 2 | 3ème/16    | 37  | 16          | 6           | 10          | 4               | 1               |
| Stade olympique choletais               | France | 24 Mai 2018      | 15 Août 2019    | 2018/19 | National   | 7ème/18    | 37  | 11          | 13          | 10          | 2               | 1               |
| Stade olympique choletais               | France | 24 Mai 2018      | 15 Août 2019    | 2019/20 | National   | /          | 2   | 0           | 2           | 0           | 0               | 0               |
| Andrézieux-Bouthéon Football Club       | France | 18 Octobre 2019  | 15 Avril 2021   | 2019/20 | National 2 | 11ème/16   | 13  | 3           | 5           | 5           | 0               | 0               |
| Andrézieux-Bouthéon Football Club       | France | 18 Octobre 2019  | 15 Avril 2021   | 2020/21 | National 2 | 6ème/16    | 14  | 4           | 2           | 3           | 4               | 1               |
| Union sportive du littoral de Dunkerque | France | 31 Mai 2021      | 22 Février 2023 | 2021/22 | Ligue 2    | 19ème/20   | 39  | 8           | 7           | 23          | 0               | 1               |
| Union sportive du littoral de Dunkerque | France | 31 Mai 2021      | 22 Février 2023 | 2022/23 | National   | /          | 26  | 9           | 3           | 9           | 4               | 1               |
| Football Club Villefranche Beaujolais   | France | 1er Juin 2023    | 20 Mars 2024    | 2023/24 | National   | /          | 30  | 9           | 9           | 9           | 2               | 1               |
| Total                                   | Total  | Total            | Total           | Total   | Total      | Total      | 217 | 64          | 53          | 77          | 16              | 7               |